# 投資適格債
投資適格債（とうしてきかくさい）とは、発行体の債務不履行（デフォルト）リスクが低く、信用力が高い債権のことであり、具体的には格付け機関が行なう格付けにおいてトリプルB以上、即ち、S&P社ならBBB以上、ムーディーズ社ならBaa以上を取得した債券を指す。投資しても元本割れの危険性が低い分利回りも低いが、投資資金を回収できる可能性が高く比較的安全であるため一般の個人投資家にも向く。
投資適格債の例として、高格付けの社債や国の発行したソブリン債などがある。
一方、投資適格債の格付けに満たない格付け、即ち、S&P社ならBB以下、ムーディーズ社ならBa以下に格付けされた債券を投機的格付債、または、ハイイールド債、もしくは、ジャンク債と呼ぶ。元本割れの危険性が高い分利回りも高く、プロ向きと言える。
尚、格付けは該当債券の目論見書で確認することができ、目論見書は該当債券を取り扱う証券会社で入手することができる。

## 注意事項
格付けはその時点における発行体の評価であるため時期が異なれば格付けも異なり、また、格付け機関が異なれば格付けも異なる。つまり、発行体の絶対的な評価ではない。また、格付けは発行体が債券の償還をできるかどうか、言い換えれば借りたお金を返すことができるかどうか、即ち、債務不履行リスク（デフォルトリスク・信用リスク）を評価したものであり、それ以外のリスク、例えば、償還期限前に償還される繰上げ償還リスクや、外債の場合に影響してくる為替変動に伴う為替リスクなどは考慮されていない。このため、たとえ投資適格債であっても元本割れとなる可能性や予定していた期間における運用計画が狂う可能性、外債の場合には償還されても為替変動による損失が生じる可能性などがあることに注意を要する。